# Brunhilde Hendrix
Brunhilde Hendrix-Ramsauer, nemška atletinja, * 2. avgust 1938, Langenzenn, Nemčija, † 28. november 1995, Sachsen bei Ansbach, Nemčija.
Nastopila je na poletnih olimpijskih igrah leta 1960 ter osvojila naslov olimpijske podprvakinje v štafeti 4x100 m, v teku na 100 m se je uvrstila v polfinale. 
Njena starša sta bila atleta Marie Dollinger in Friedrich Hendrix.